# Willa Hadriana
Willa Hadriana (łac. Villa Hadriana, wł. Villa Adriana) – willa zbudowana na polecenie cesarza Hadriana w Tivoli (odległym ok. 28,0 km od Rzymu) w latach 118–134.

## Funkcjonowanie
Cały kompleks zajmował obszar o powierzchni szacowanej od 80 ha do 300 ha (zachowane ruiny obecnie zajmują obszar ok. 56 ha). Była to najrozleglejsza zabudowa pałacowa okresu starożytności. Jej powierzchnia porównywalna jest z obszarem zajmowanym przez Pompeje. Zabudowania tej letniej rezydencji składały się z zespołu budowli rozlokowanych w sztucznie wzbogaconym krajobrazie, tak by eksponować ten krajobraz. Rok 125 był momentem przełomowym dla prowadzonych prac budowlanych. Hadrian powrócił właśnie z objazdu Imperium. Wrażenia z podróży zainspirowały go do wzniesienia na terenie Willi obiektów naśladujących budowle oglądane w Grecji i Egipcie. Ta eklektyczna rezydencja rozplanowana została w trzech połączonych ze sobą kompleksach, przeznaczonych dla:
- cesarza, jego rodziny i gości,
- wyższych urzędników państwowych,
- żołnierzy, służby i niewolników.

Poszczególne obiekty łączyły ze sobą podziemne drogi – korytarze. Służyły one służbie i niewolnikom pracującym w Willi do przemieszczania się, pozostając jednocześnie niewidocznymi dla przebywających gości. Część przeznaczoną dla cesarza można podzielić na zabudowania dostępne ogółowi oraz obiekty prywatne. Do dekoracji, zwłaszcza wykonania mozaik, w części przeznaczonej dla cesarza i jego rodziny używano czerwonego porfiru (czerwień była kolorem cesarza), w części przeznaczonej dla wyższych urzędników dominowały czerń i biel. Materiały używane do dekoracji stanowią wyróżnik przeznaczenia poszczególnych budynków. Znaczna część używanych obecnie nazw poszczególnych obiektów została nadana im przez prowadzących prace wykopaliskowe. Niekoniecznie odzwierciedlają one faktyczne przeznaczenie zabudowań.
Pod względem urbanistycznym kompleks dzielony jest na część wschodnią, centralną oraz górną, położoną na zachód od pozostałych zabudowań.

## Opis obiektów

### Część wschodnia
Główne zabudowania pałacowe, usytuowane w części wschodniej, rozlokowane były wzdłuż osi NW–SE, rozmieszczono je wokół trzech dziedzińców: Dziedzińca Bibliotek, Dziedzińca Wielkiego i Złotego Placu.

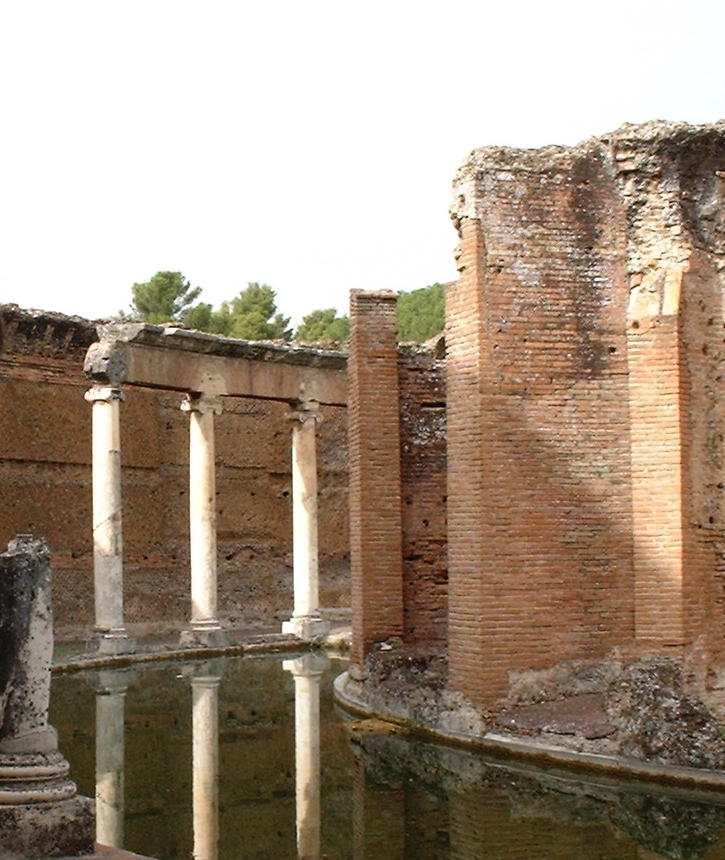
Ruiny Teatru Morskiego

Przy Dziedzińcu Bibliotek zlokalizowano budynki biblioteki greckiej i łacińskiej, szpitala oraz Teatru Morskiego i Sali Filozofów. Na dziedzińcu znajdowała się duża prostokątna fontanna. Zabudowania Teatru Morskiego to mała willa położona na wyspie. Otacza ją wąski kanał, przez który przerzucono dwa mostki. Kanał otoczony był portykiem z jońskimi kolumnami. Do dzisiaj widoczne są pozostałości marmurowego wystroju, w tym fryz z przedstawieniem morskich potworów. W rzeczywistości był to prywatny gabinet cesarza.
Przylegająca do niego Sala Filozofów to kwadratowa aula z dużą apsydą od północy. Na pozostałych ścianach umieszczono nisze z posągami. Miejsce służyło najprawdopodobniej jako sala audiencyjna. W pobliżu znajdowały się zabudowania zawierające pomieszczenie przykryte kopułą, zawierające basen z podgrzewaną wodą oraz pomieszczenie z basenem z zimną wodą. Możliwe, że były to termy służące rodzinie cesarza.
Zabudowania szpitala służyły najprawdopodobniej jako pokoje gościnne albo pomieszczenia przeznaczone dla wyższego rangą personelu obsługującego Pałac. Dekorują je piękne, czarno-białe mozaiki w formie roślinnych arabesek, typowych dla architektury czasów Hadriana. Najpiękniejsze wzory zachowały się w środkowych częściach przylegających do głównego pomieszczenia nisz. W niszach tych, pod ścianami, ułożono posadzkę we wzory geometryczne (możliwe, że była to część pomieszczenia przeznaczona na łóżka).

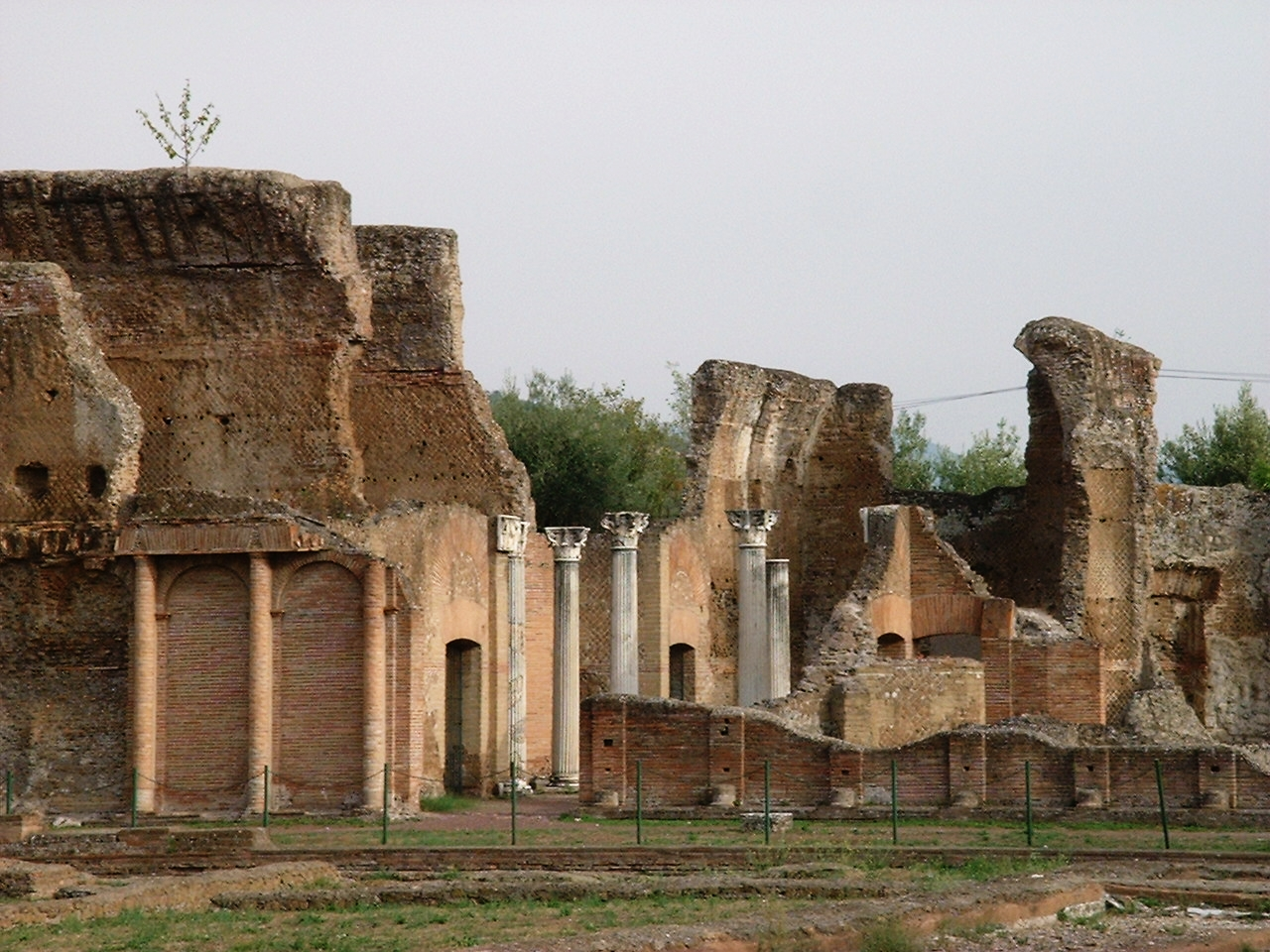
Ruiny Pałacu Cesarskiego

Sam Pałac Cesarski to budynek przy Wielkim Dziedzińcu. Znajdowało się tam wiele różnych pomieszczeń,
których przeznaczenie jest trudne do określenia. Zidentyfikowane pomieszczenia to mała biblioteka oraz sala biesiadna. Było to półkoliste pomieszczenie przykryte połową kopuły, w jego ścianach umieszczono nisze, w których najprawdopodobniej znajdowały się posągi. Wielki Dziedziniec otoczony był portykami. W części południowej zlokalizowano nimfeum, w którym woda kaskadami spływała do basenu pomalowanego na jasnoniebieski kolor. W tej części zachowały się fragmenty posadzek, pochodzące z czasów Hadriana oraz wcześniejsze, z czasów republiki. (Zabudowania Pałacu zlokalizowano w starszej części, przebudowanej dla potrzeb cesarza.) W XVIII wieku, podczas prowadzonych prac wykopaliskowych, odnaleziono tam mozaiki z dekoracją w formie obrazów z przedstawieniami krajobrazu, masek scenicznych i wizerunków bestii kojarzących się z kultem Dionizosa. Znajdują się one w zbiorach Muzeum Watykańskiego w Rzymie oraz w Muzeum w Berlinie.
Za nimfeum znajduje się tzw. Sala Doryckich Pilastrów, otoczona podwójnym portykiem z apsydą, w której po stronie zachodniej znajduje się miejsce przeznaczone na posąg. Pomieszczenie to przez niektórych badaczy interpretowane jest jako sala tronowa. W 1966 zostały odrestaurowane pilastry oraz część kopuły przykrywającej apsydę.
Złoty Plac to obszerny budynek z dużym wewnętrznym dziedzińcem otoczonym podwójnym portykiem. Na jego obrzeżach umieszczono zieleń i liczne baseny z wodą. W części południowej znajdowała się eksedra z niszami dla posągów. W tych zabudowaniach odnaleziono ślady marmurowych wykładzin ściennych oraz fryz ze scenami z polowania.
W skład zespołu wschodniego wchodzą ponadto: teatr grecki, palestra oraz zabudowania zwane Nimfeum. Teatr grecki położony jest najbliżej wejścia na teren Willi. Jest to półkolista widownia z przylegającą do niego prostokątną płaszczyzną. Na jego terenie znaleziono kilka herm. Z zachowanych opisów wynika, że w pobliżu znajdowały się zabudowania teatru rzymskiego. W trakcie prac wykopaliskowych nie natrafiono dotąd na jego ślady.
Palestra – to trzy duże dziedzińce otoczone portykami i kryptoportykami. Odsłonięty kwadratowy dziedziniec ma posadzkę wyłożoną marmurem we wzory geometryczne.

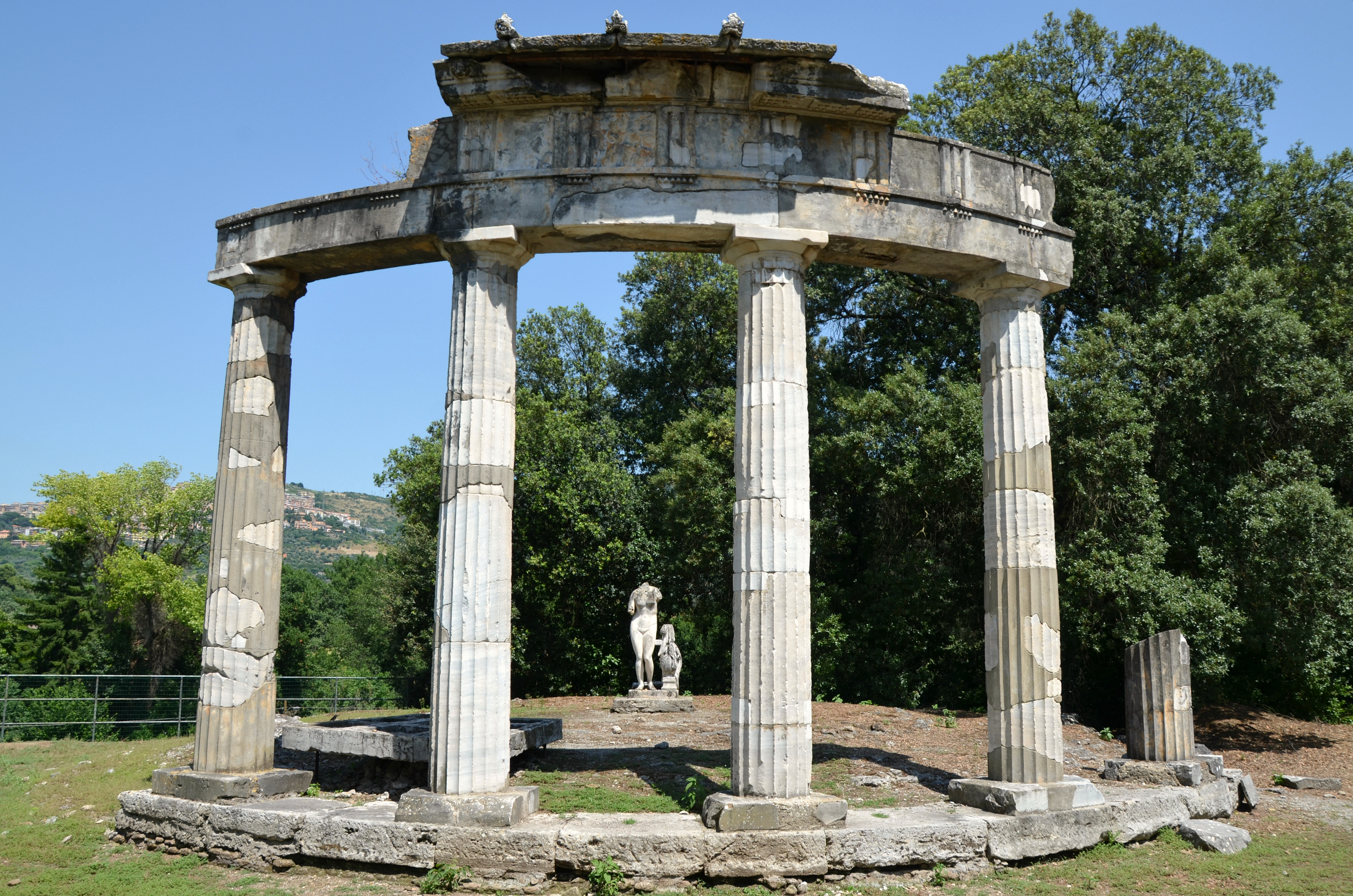
Pozostałości świątyni Wenus

Zabudowania nimfeum to okrągła świątynia poświęcona Wenus. Umieszczona została na tarasie otoczonym portykiem zakończonym na dwóch krańcach małymi apsydami. Obecnie na jej ruinach pobudowane jest Casono Fede. Z prowadzonych prac wykopaliskowych wynika, że wcześniej było to zabudowanie należące do willi z czasów republiki.
Na południowy wschód od zabudowań Nimfeum i Teatru greckiego, w kierunku zabudowań budynków bibliotek, rozpościera się ogromny taras. Przy nim, w części wschodniej zbudowana została grota ze sztucznymi stalaktytami, a nad nią wzniesiono świątynię.
Na zachód od kompleksu głównych zabudowań pałacu umieszczony był prostokątny portyk z basenem pośrodku i dwoma budynkami. Jeden z nich, nazywany Sto Komnat, posiadał połączenie prowadzonymi poniżej poziomu terenu korytarzami z głównymi budynkami pałacu oraz zabudowaniami określanymi jako Duże i Małe Termy. Stąd przypuszczenie niektórych badaczy, że był to budynek, w którym mieściły się pomieszczenia dla służby. Przy tym kompleksie umieszczone zostały zabudowania uważane za prywatną rezydencję rodziny cesarskiej, zlokalizowaną w części centralnej.

### Część centralna
Zabudowania zwane Casino, Stadion-Ogród i Pałac Zimowy tworzyły kompleks rozplanowany na rzucie krzyża, w którym znajdowały się pomieszczenia identyfikowane z planem starożytnych domów. Casino otoczone było półkolistymi portykami i łączyło się z poprzecznie położonymi zabudowaniami tzw. Stadionu (był to ogród w kształcie stadionu). Ogród podzielono na trzy dziedzińce. W części północno-wschodniej, łączącej się z Salą Filozofów nadal zachowały się fragmenty bogatej mozaiki i fresków. Część południowo-zachodnia posiadała nimfeum z fontannami w formie kaskad i letnią jadalnię w ogrodzie. Środkowy dziedziniec łączył Casino z Pałacem Zimowym, nazwanym tak z uwagi na wbudowany system grzewczy. Pałac Zimowy to trzykondygnacyjny budynek mający połączenie ze Złotym Placem i Pałacem Cesarskim. Cały ten kompleks posiadał bogatą dekorację wykonaną z drogich marmurów i czerwonego kamienia.
Do budynku Casino przylegają Małe Termy. Skomplikowany układ pomieszczeń i jakość materiałów użytych do dekoracji każą przypuszczać, że pomieszczenia te były prywatnymi termami rodziny cesarza. Badaczy najbardziej zachwyca oktagonalne pomieszczenie, do którego przylegały pokoje z półkolistymi basenami przeznaczonymi na zimną i gorącą wodę.
Wielkie Termy zostały wybudowane w pobliżu Małych Term. Architektonicznie, układ pomieszczeń obu budynków jest do siebie podobny. Największe różnice wynikają z zastosowanych materiałów wykończeniowych. Wielkie Termy mają geometryczne, czarno-białe mozaiki stosowane w pomieszczeniach przeznaczonych urzędników i wyższych rangą służących.
W części centralnej znajdują się także westybul – budynek, z którego utwardzone drogi prowadziły do różnych części zabudowań Willi, pomieszczenie straży – mały murowany obiekt z galeryjką dostępną z drewnianych schodów oraz Kanopos.
Kanopos to długi basen przypominający kanał, znajdujący się pomiędzy miastami Kanopos i Aleksandrią. Wzdłuż niego ustawiono rzymskie kopie różnych posągów, w tym rząd kariatyd z ateńskiego Erechtejonu.

### Część zachodnia
Najwyżej położona część zabudowań Willi Hadriana nadal jest własnością prywatną. Do zwiedzania udostępnione zostały tylko zabudowania obiektu zwanego Roccabruna. Na jej dachu umieszczony jest niewielki pawilon – belweder, z którego rozciąga się widok na cały kompleks Willi oraz pobliskie Tivoli.
Wśród obiektów tej części znajdują się także zabudowania świątyni Apolla, Plutona, Mauzoleum, Akademii, Teatru Odeon oraz pozostałości akweduktu doprowadzającego wodę do Willi.
Świątynia Apolla zbudowana była na planie koła o średnicy około 12,0 m, przykryta dawniej kopułą. W niej znaleziono mozaikę przedstawiającą gołębicę (obecnie w zbiorach Muzeum Kapitolińskiego).
Willa następcom Hadriana służyła jako letnia rezydencja. Została odrestaurowana przez Dioklecjana w III wieku, jednak już cesarz Konstantyn wywiózł znaczną część dzieł sztuki do Konstantynopola. Willa popadła w zapomnienie. Podczas najazdu barbarzyńców została złupiona.

## Historia wykopalisk
Opuszczona w późnym antyku Willa w okresie średniowiecza traktowana była jako skład materiałów budowlanych dla okolicznych mieszkańców. W tym czasie miejsce to nazywano „stare Tivoli”. Pod koniec XV wieku została ponownie zidentyfikowana przez Flavio Biondo jako Willa Hadriana opisaną w „Historii Augusta”. Papież Aleksander VI Borgia wydał pozwolenie na prowadzenie pierwszych wykopalisk w Teatrze Odeon. Odkryto wtedy kilka posągów siedzących Muz, które obecnie znajdują się w Muzeum Prado w Madrycie (Hiszpania). Papież Pius II odwiedził ruiny Willi i opisał je – od tej pory miejsce to stało się sławne.

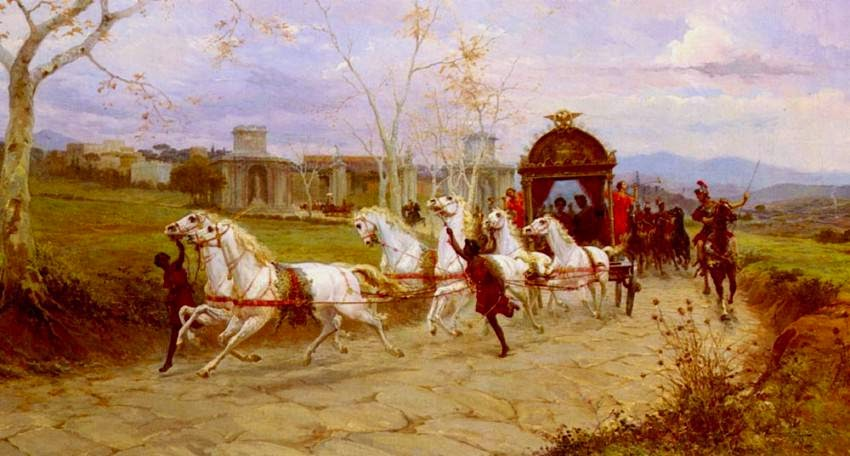
Powrót Hadriana z Tivoli (mal. Ettore Forti, kon. XIX w.)

Pierwsze rozległe wykopaliska datowane są na połowę XVI wieku. Zostały zlecone przez kardynała Ferrary i gubernatora Tivoli Hipolita II d’Este (syna Lukrecji Borgia). Zatrudnił on architekta i antykwariusza Pirro Ligorìo, który przeprojektował Willę d’Este w Tivoli, zamieniając starą rezydencję biskupa w renesansowy pałacyk. Wykorzystał do jej dekoracji wykopane przez siebie posągi i detale architektoniczne. Cenną pozostałością prowadzonych przez niego prac wykopaliskowych są jego zapiski zebrane w trzech księgach, tzw. Kodach. Opisał w nich swoje prace wykopaliskowe, odkryte dzieła sztuki, układ podziemnych korytarzy (dróg), łącząc wyniki swoich prac z rzymskimi legendami i mitami. Kody Ligorìo stały się jednym z najważniejszych tekstów antykwarycznych renesansu. Rozsławiły piękno Willi, jednocześnie je wyolbrzymiając. Willa stała się miejscem, które należało odwiedzić podczas podróży po Europie, odbywanych przez arystokrację. 
Na terenie Willi Hadriana przez kolejne lata prowadzono prace wykopaliskowe, dążąc do odnalezienia kolejnych posągów, mozaik i innych dzieł sztuki. Znaleziska wzbogacały prywatne kolekcje kardynałów, papieży, szlachty i arystokracji rzymskiej i europejskiej (przede wszystkim angielskiej). Odnaleziony w XVIII wieku posąg Centaura znajduje się w Kapitolińskim Muzeum w Rzymie. Po latach rabunków niewiele detali architektonicznych pozostało w ruinach. Dzisiaj zwiedzający nie zdaje sobie sprawy z bogactwa wystroju i przepychu dawnej rezydencji.
Willa Hadriana była także miejscem, w którym szukali natchnienia m.in. Andrea Palladio, Rafael Santi, Michał Anioł Buonarroti, Leonardo da Vinci. Pozostawili szkice i rysunki ruin. Próbowali też zrekonstruować plany, według których wybudowano poszczególne obiekty Willi.
Pod koniec XIX wieku willa stała się własnością Królestwa Włoch. Od tego czasu rozpoczęto prace restauratorskie, prowadzono też w dalszym ciągu prace wykopaliskowe. Teren ten nadal nie był jednak przedmiotem naukowych prac wykopaliskowych. Znaczna część odkrytych przez 500 lat prowadzonych prac znalezisk zaginęła. Te, które znajdują się w zbiorach, często nie mają podanej lokalizacji znaleziska.
W 1999 r. Willa Hadriana została zaliczona do obiektów wpisanych na Listę Światowego Dziedzictwa UNESCO. Na jej terenie zabudowań nadal prowadzone są prace wykopaliskowe i badawcze.